# MUSiC
『MUSiC』（ミュージック）は、2019年3月13日にSME Recordsから発売された私立恵比寿中学の5枚目のアルバム。

## 概要
- 前作『エビクラシー』より1年9か月ぶりのアルバム。前作以降のシングル表題曲「シンガロン・シンガソン」「でかどんでん」、配信限定でリリースされていた「イート・ザ・大目玉」「BUZZER BEATER」「曇天」「明日もきっと70点 feat.東雲めぐ」の5曲を含む全12曲を収録。
- 通常盤（CD）、初回生産限定盤A（CD＋Blu-ray）、初回生産限定盤B（2CD）で発売。全タイプに共通してトレーディングカードが封入された。
  - 通常盤には「初回仕様」も設けられ、オリジナルステッカーシートを封入。Twitterでこのステッカーを通常盤のブックレットに貼り、投稿するキャンペーンも設けられた。

## 収録曲

### 楽曲解説
1. 「Family Complex」[2]
「サドンデス」以来となる岡崎体育による楽曲。「エビ中のスタッフよりエビ中のことを知っている人の歌詞だ」と岡崎体育は言われたという（安本）[3]。通称「ファミコン」。
後半の歌詞に各メンバーの名前が織り込まれている。やすもと、まやま・りか、みれい[注 1]、かほ、かしわぎ、りこ。
2021年に転入した風見和香（ののか）、桜木心菜（ここな）、小久保柚乃（こくぼ）3名のパートを加えた「Family Complex（中吉ver.）」がアルバム『中吉』（2022年）に収録されている。
2022年に転入した仲村悠菜（ゆな）、桜井えま（さくらい）のパートを加えた「Family Complex -2023-」が配信EP『FAMIEN'23 e.p.』（2023年）に収録されている。
2. 「イート・ザ・大目玉」
毎夏恒例の野外コンサート「エビ中 夏のファミリー遠足 略してファミえん in 山中湖 2018」（2018年8月18-19日開催）のテーマソング。
タイトルは明らかに「大目玉を食う」という慣用句に由来する。
配信限定EP「FAMIEN'18 e.p.」（2018年）にも収録。
ファミえんベストアルバム『FAMIEN'21 L.P.』（2021年）に9人バージョンの「イート・ザ・大目玉(2021 ver.)」が収録。
3. 「明日もきっと70点 feat.東雲めぐ」
VTuber「東雲めぐ」（出席番号4009番）とのコラボ。
2019年2月28日に先行配信。
4. 「踊るロクデナシ」
小林・中山と同い年である18歳（制作当時）のMega Shinnosukeによる楽曲。
5. 「曇天」[4]
2019年1月30日に先行配信。
「面皰」「日記」を提供した吉澤嘉代子による楽曲。「このアルバムの中でも際立ってわかりやすく「勝負」をしている感じがしました。」（真山）[3]
6. 「でかどんでん」
12thシングルの表題曲。
7. 「BUZZER BEATER」
「Softbank ウィンターカップ2018」公式テーマソング。
2018年12月28日に先行配信。
8. 「日進月歩」
6人体制での初ステージ「私立恵比寿中学新春大学芸会 〜ebichu pride〜」（2018年1月4日、日本武道館）でも歌われた楽曲の初の音源化。初披露は「私立恵比寿中学 IDOL march 2017 〜今、君とここにいる〜」の埼玉公演（2017年6月10日、大宮ソニックシティ）であり、当初は元メンバーの廣田あいかのパートも存在した。
9. 「星の数え方」[5]
「歌唱力の限界を」みたいなこと言ってたよね。エビ中の今の歌唱力を限界まで引き出す、というテーマで。レコーディングに一番時間をかけた曲だと思います。」（柏木）[3]
ベストアルバム『中吉』（2022年）のCD1にも収録。
10. 「COLOR feat.ももいろクローバーZ」[6]
「ずっとももクロの背中を見て「私たちもがんばろう」と活動してきて、この10周年というタイミングで2組で初めて一緒の作品を作れたことが……うれしいです、ホント素直に。」（真山）[3]
配信限定EP『FAMIEN'20 e.p.』（2020年）に私立恵比寿中学6人のみのバージョン「COLOR」が収録。
11. 「シンガロン・シンガソン (MUSiC Ver.)」
2017年11月8日リリースの11thシングル表題曲を6人バージョンで再録音。「6人で初めてのステージに立ったとき、1曲目に選んだのもこの曲だったし、私たちにとっても大きな1曲ですね。」（星名）[3]
12. 「元気しかない!」[7]
「やっぱエビ中はエビ中だったんだな、みたいな（笑）。謎の安心感。」（星名）[3]。曲中では「おじさん」として「女子力発電おじさん 〜私立恵比寿中学に迷いこんだ港カヲル〜」で共演した港カヲル（グループ魂）が登場。

### 収録曲クレジット
（私立恵比寿中学：真山りか、安本彩花、星名美怜、柏木ひなた、小林歌穂、中山莉子）
| #         | タイトル                                | 作詞                         | 作曲                                             | 編曲                          | 時間  |
| --------- | --------------------------------------- | ---------------------------- | ------------------------------------------------ | ----------------------------- | ----- |
| 1.        | 「Family Complex」                      | 岡崎体育                     | 岡崎体育                                         | 岡崎体育 野村陽一郎           | 5:27  |
| 2.        | 「イート・ザ・大目玉」                  | いしわたり淳治               | 溝口和紀                                         | 溝口和紀                      | 3:58  |
| 3.        | 「明日もきっと70点 feat.東雲めぐ」      | さつき が てんこもり         | さつき が てんこもり                             | 四市田雲豹 / MV               | 3:43  |
| 4.        | 「踊るロクデナシ」                      | Mega Shinnosuke              | Mega Shinnosuke                                  | Mega Shinnosuke               | 4:20  |
| 5.        | 「曇天」                                | 吉澤嘉代子                   | 吉澤嘉代子                                       | 野村陽一郎 / MV               | 3:38  |
| 6.        | 「でかどんでん」                        | U-re:x                       | U-re:x                                           | U-re:x                        | 3:11  |
| 7.        | 「BUZZER BEATER」                       | 渡辺潤平                     | 久保田真悟（Jazzin' park） 栗原暁（Jazzin’park） | 久保田真悟（Jazzin’park）/ MV | 4:25  |
| 8.        | 「日進月歩」                            | 河村佳希                     | 河村佳希                                         | 河村佳希                      | 4:21  |
| 9.        | 「星の数え方」                          | invisible manners            | invisible manners                                | 関口シンゴ                    | 5:30  |
| 10.       | 「COLOR feat.ももいろクローバーZ」      | 田村歩美（たむらぱん）       | 田村歩美（たむらぱん）                           | 田村歩美（たむらぱん）        | 4:50  |
| 11.       | 「シンガロン・シンガソン (MUSiC Ver.)」 | 大森元貴（Mrs. GREEN APPLE） | 大森元貴（Mrs. GREEN APPLE）                     | 大森元貴 山下洋介             | 4:38  |
| 12.       | 「元気しかない!」                       | 宮藤官九郎                   | KATARU                                           | ニューロティカ / MV           | 5:25  |
| 合計時間: | 合計時間:                               | 合計時間:                    | 合計時間:                                        | 合計時間:                     | 53:31 |

### Blu-ray（初回生産限定盤A）
| #         | タイトル                                    | 作詞  | 作曲・編曲 | 時間 |
| --------- | ------------------------------------------- | ----- | ---------- | ---- |
| 1.        | 「シンガロン・シンガソン」(ちゅうおん ver.) |       |            | 5:31 |
| 2.        | 「紅の詩」                                  |       |            | 4:23 |
| 3.        | 「全力☆ランナー」(ちゅうおん ver.)          |       |            | 6:13 |
| 4.        | 「感情電車」(公式音源動画 - YouTube)        |       |            | 5:35 |
| 5.        | 「朝顔」(ちゅうおん ver.)                   |       |            | 5:38 |
| 6.        | 「まっすぐ」(ちゅうおん ver.)               |       |            | 5:39 |
| 7.        | 「約束」(ちゅうおん ver.)                   |       |            | 4:30 |
| 8.        | 「でかどんでん」                            |       |            | 6:10 |
| 9.        | 「EBINOMICS」                               |       |            | 5:40 |
| 10.       | 「蛍の光」(Demo)                            |       |            | 2:57 |
| 合計時間: | 合計時間:                                   | 52:16 |            |      |

### CD2（初回生産限定盤B）
| #         | タイトル                                       | 作詞       | 作曲       | 編曲      | 時間  |
| --------- | ---------------------------------------------- | ---------- | ---------- | --------- | ----- |
| 1.        | 「中目黒の冬風…NAMIDA」(安本彩花、柏木ひなた)  | 前山田健一 | 前山田健一 | 徳田光希  | 4:09  |
| 2.        | 「b.l.a.c.k_h.O.l.e」(真山りか、星名美怜)      | 西寺郷太   | 西寺郷太   | 西寺郷太  | 3:37  |
| 3.        | 「リフレインが、ずっと」(小林歌穂、中山莉子)   | 内田万里   | 内田万里   | 内田万里  | 4:06  |
| 4.        | 「中目黒の冬風…NAMIDA」(小林歌穂、中山莉子)    | 前山田健一 | 前山田健一 | 徳田光希  | 4:08  |
| 5.        | 「b.l.a.c.k_h.O.l.e」(安本彩花、柏木ひなた)    | 西寺郷太   | 西寺郷太   | 西寺郷太  | 3:37  |
| 6.        | 「リフレインが、ずっと」(真山りか、星名美怜)   | 内田万里   | 内田万里   | 内田万里  | 4:07  |
| 7.        | 「中目黒の冬風…NAMIDA」(真山りか、星名美怜)    | 前山田健一 | 前山田健一 | 徳田光希  | 4:08  |
| 8.        | 「b.l.a.c.k_h.O.l.e」(小林歌穂、中山莉子)      | 西寺郷太   | 西寺郷太   | 西寺郷太  | 3:37  |
| 9.        | 「リフレインが、ずっと」(安本彩花、柏木ひなた) | 内田万里   | 内田万里   | 内田万里  | 4:06  |
| 合計時間: | 合計時間:                                      | 合計時間:  | 合計時間:  | 合計時間: | 35:41 |

## リリース日一覧
| 地域 | リリース日    | レーベル    | 規格        | カタログ番号                       |
| ---- | ------------- | ----------- | ----------- | ---------------------------------- |
| 日本 | 2019年3月13日 | SME Records | CD＋Blu-ray | SECL-2393～2394（初回生産限定盤A） |
| 日本 | 2019年3月13日 | SME Records | 2CD         | SECL-2395～2396（初回生産限定盤B） |
| 日本 | 2019年3月13日 | SME Records | CD          | SECL-2397（通常盤）                |

## MUSiCフェス
「MUSiCフェス〜私立恵比寿中学開校10周年記念 in 赤レンガ倉庫〜」を、2019年6月22日に神奈川・横浜赤レンガパーク特設会場で開催した。
出演アーティストはフジファブリック、ゲスの極み乙女。、岡崎体育、吉澤嘉代子、ももいろクローバーZ、POLYSICS、SUSHIBOYS、魔法少女になり隊、ニューロティカ、HERE、桜エビ～ず。
エビ中LIVE映像が、6thアルバムplaylist（初回生産限定盤B）に付属するBlu-rayに収録されている。
1. 桜エビ〜ず（現：ukka）
妹分的存在。オープニングアクトとして登場。
2. HERE
ヴォーカルの尾形回帰が「春休みモラトリアム中学生」を提供、エビ中＋＋で共演。
3. ニューロティカ
楽曲「元気しかない！」の編曲、作曲（ベースのKATARU）に参加。曲中で柏木と入れ替わるグループ魂の港カヲルも登場した。
4. 魔法少女になり隊
楽曲「ちちんぷい」を提供。
5. SUSHIBOYS
楽曲「熟女になっても feat. SUSHIBOYS」に参加。
6. POLYSICS
楽曲「Another Day」をハヤシとフミが提供。
7. ももいろクローバーZ
姉貴分的存在ゲスト。楽曲「COLOR feat.ももいろクローバーZ」でコラボ。
8. 吉澤嘉代子
楽曲「面皰」「日記」「曇天」を提供。
9. 岡崎体育
楽曲「サドンデス」「Family Complex」を提供。
10. ゲスの極み乙女。
楽曲「トレンディガール」「あなたのダンスで騒がしい」を川谷絵音が提供。川谷は私立恵比寿中学主演ドラマ神ちゅーんず 〜鳴らせ!DTM女子〜の音楽を担当したほか、本人役で出演。
11. フジファブリック
楽曲「お願いジーザス」を提供。
12. 私立恵比寿中学